# コドローイポ
コドローイポ（伊: Codroipo; フリウリ語: Codroip）は、イタリア共和国フリウリ＝ヴェネツィア・ジュリア州ウーディネ県にある、人口約16,000人の基礎自治体（コムーネ）。県都ウーディネに次ぎ、県内第2位のコムーネ人口を有する。
当地に所在するリヴォルト空軍基地 (Rivolto Air Force Base) は、イタリア空軍の曲技飛行隊「フレッチェ・トリコローリ」の拠点として知られる。

## 地理

### 位置・広がり
ウーディネ県南西部のコムーネで、市域は東にタリアメント川を隔ててポルデノーネ県に接する。コドローイポの市街は、県都ウーディネの西南西約23km、ポルデノーネの東約25km、州都トリエステの北西約71km、ヴェネツィアの北東約77kmに位置する。

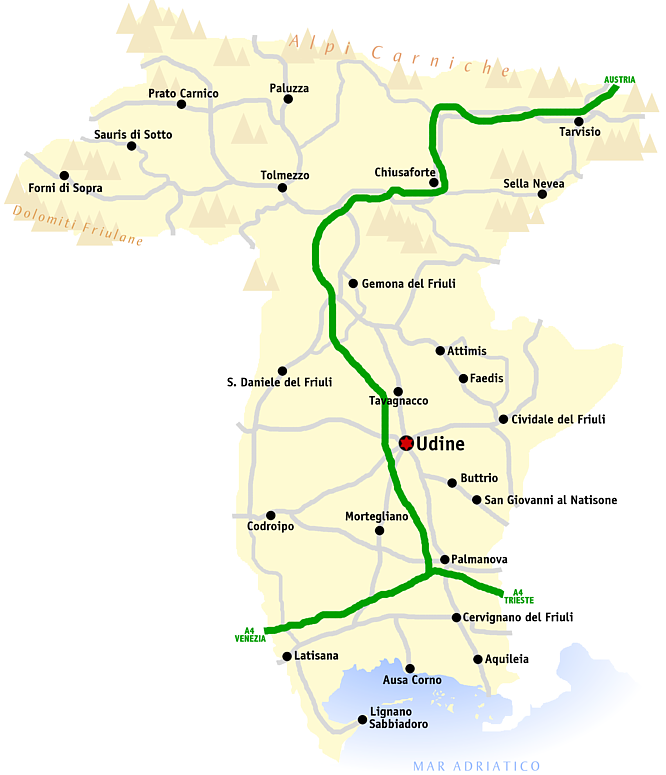
ウーディネ県概略図

#### 隣接コムーネ
隣接するコムーネは以下の通り。括弧内のPNはポルデノーネ県所属を示す。
- バジリアーノ
- ベルティオーロ
- カミーノ・アル・タリアメント
- レスティッツァ
- メレート・ディ・トンバ
- サン・ヴィート・アル・タリアメント (PN)
- セデリアーノ
- ヴァルヴァゾーネ・アルゼネ (PN)
- ヴァルモ

### 地勢
- タリアメント川

### 気候分類・地震分類
コドローイポにおけるイタリアの気候分類 (it) および度日は、zona E, 2340 GGである。
また、イタリアの地震リスク階級 (it) では、zona 3 (sismicità bassa) に分類される。

## 歴史
ローマ時代に Quadruvium として建設された町である。その後はフリウーリ地方に属する町として、その歴史を重ねている。
1511年には、Zompicchia でフリウーリ人農民によるヴェネツィア貴族襲撃事件が発生、これが引き金となってヴェネツィア共和国に対する反乱 (Friulian Revolt of 1511) につながった。
パッサリアーノには、ヴェネツィア共和国最後のドージェとなったルドヴィーコ・マニンの邸宅、ヴィッラ・マニンがある。1797年、フランスのイタリア派遣軍司令官であったナポレオン・ボナパルトはヴィッラ・マニンに滞在した。ヴェネツィア共和国を名実ともに滅亡させたカンポ・フォルミオ条約は、このドージェのヴィッラで起草された（ナポレオンは署名もここで行ったという）。

## 行政

### 分離集落
コドローイポには、以下の分離集落（フラツィオーネ）がある。
- Beano, Biauzzo, Goricizza, Iutizzo, Lonca, Muscletto, Passariano, Pozzo, Rividischia, Rivolto, San Martino, San Pietro, Zompicchia

## 文化・観光・施設

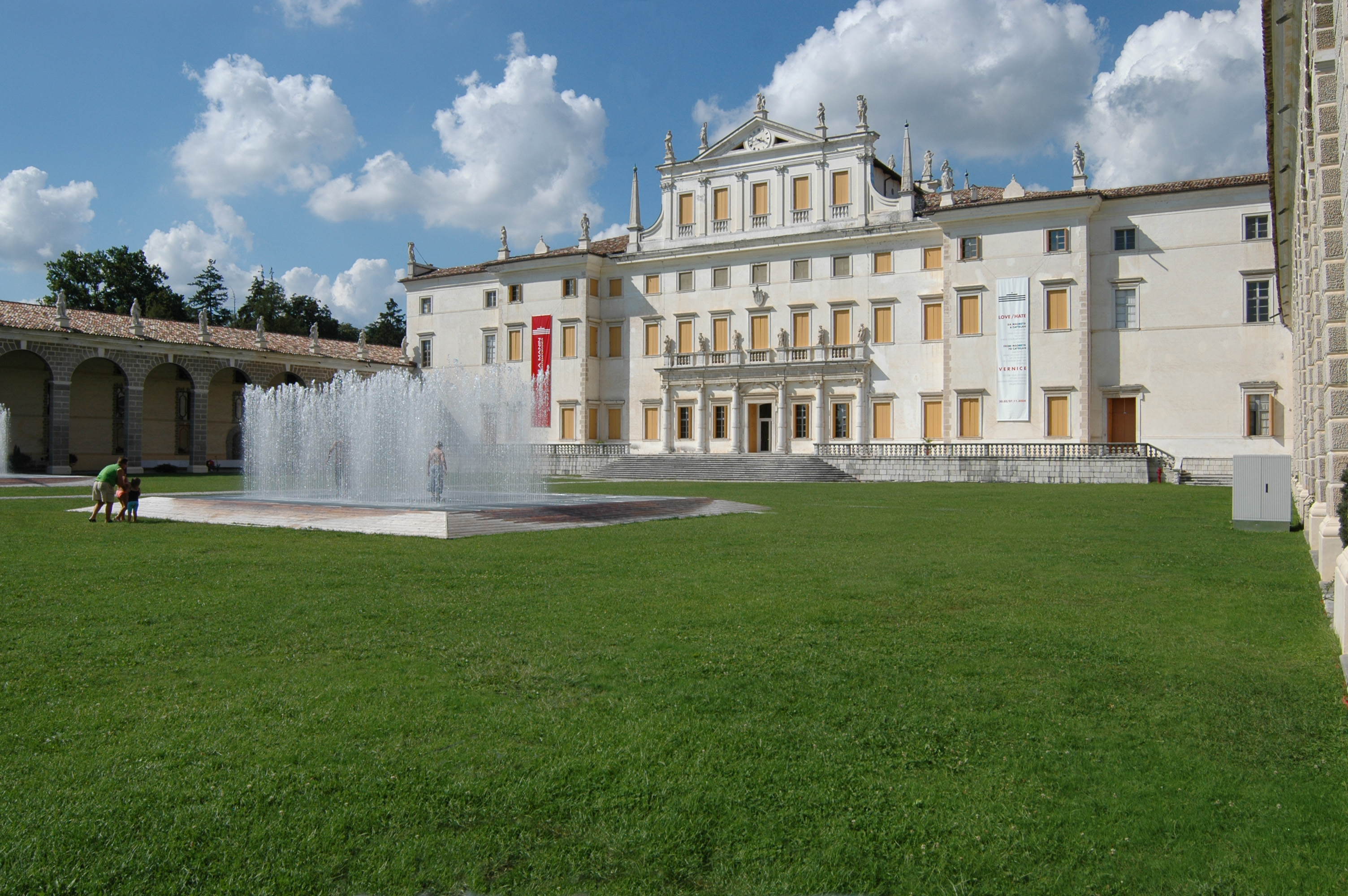
ヴィッラ・マニン (Villa Manin)

- パッサリアーノ地区にあるヴィッラ・マニン (it:Villa Manin) は、20世紀後半以降に公園・美術館として整備され、美術展やコンサートの会場などとして用いられている。
- リヴォルト地区にあるリヴォルト空軍基地 (Rivolto Air Force Base) は、イタリア空軍の曲技飛行隊「フレッチェ・トリコローリ」の拠点として知られる。

## 姉妹都市
- マリーア・ヴェルト（ドイツ語版）、オーストリア
- Braine-le-Comte、ベルギー
- ガッリエーラ、イタリア